# Ghana ai Giochi della XXXIII Olimpiade
Il Ghana ha partecipato ai Giochi della XXXIII Olimpiade che si sono svolti a Parigi dal 26 luglio all'11 agosto 2024, con una delegazione di 9 atleti, 7 uomini e 2 donne in 2 discipline.
Il portabandiera alla cerimonia di apertura dei Giochi della XXXIII Olimpiade è stato Joseph Paul Amoah.

## Delegazione
| Sport            | Uomini | Donne | Totale |
| ---------------- | ------ | ----- | ------ |
| Atletica leggera | 4      | 1     | 5      |
| Nuoto            | 1      | 1     | 2      |
| Totale           | 5      | 2     | 7      |

## Risultati

### Atletica leggera
| Q | Qualificato al turno successivo per la posizione in qualificazione                                                           |
| q | Qualificato per il turno successivo per ripescaggio o, negli eventi su campo, conquistando la misura minima per qualificarsi |

Maschile
Eventi su pista e strada
| Atleta                                                                  | Evento            | Batteria  | Batteria  | Semifinale | Semifinale | Finale          | Finale          |
| Atleta                                                                  | Evento            | Risultato | Posizione | Risultato  | Posizione  | Risultato       | Posizione       |
| ----------------------------------------------------------------------- | ----------------- | --------- | --------- | ---------- | ---------- | --------------- | --------------- |
| Benjamin Azamati                                                        | 100 m piani       | 10.08     | 2° Q      | 10.17      | 9°         | non qualificato | non qualificato |
| Abdul-Rasheed Saminu                                                    | 100 m piani       | 10.06     | 3° Q      | 10.05      | 7°         | non qualificato | non qualificato |
| Joseph Paul Amoah Benjamin Azamati Ibrahim Fuseini Abdul-Rasheed Saminu | Staffetta 4×100 m | DSQ       | DSQ       | N.D.       | N.D.       | non qualificato | non qualificato |

Femminile
Eventi su campo
| Atleta                | Evento        | Qualifica | Qualifica | Finale          | Finale          |
| Atleta                | Evento        | Misura    | Posizione | Misura          | Posizione       |
| --------------------- | ------------- | --------- | --------- | --------------- | --------------- |
| Rose Amoanimaa Yeboah | Salto in alto | 1.88      | 25°       | non qualificato | non qualificato |

### Nuoto
Maschile
| Atleta       | Evento             | Batterie | Batterie  | Semifinali      | Semifinali      | Finale          | Finale          |
| Atleta       | Evento             | Tempo    | Posizione | Tempo           | Posizione       | Tempo           | Posizione       |
| ------------ | ------------------ | -------- | --------- | --------------- | --------------- | --------------- | --------------- |
| Harry Stacey | 100 m stile libero | 51.12    | 52°       | non qualificato | non qualificato | non qualificato | non qualificato |

Femminile
| Atleta         | Evento            | Batterie | Batterie  | Semifinali      | Semifinali      | Finale          | Finale          |
| Atleta         | Evento            | Tempo    | Posizione | Tempo           | Posizione       | Tempo           | Posizione       |
| -------------- | ----------------- | -------- | --------- | --------------- | --------------- | --------------- | --------------- |
| Joselle Mensah | 50 m stile libero | 26.81    | 36°       | non qualificato | non qualificato | non qualificato | non qualificato |